# Беня Крик (фільм)
«Беня Крик» (інша назва — «Кар'єра Бені Крика») — український радянський німий фільм 1926 року режисера Володимира Вільнера за мотивами «Одеських оповідань» Ісака Бабеля. Виробництво першої кінофабрики ВУФКУ. Кіно-повість в шести частинах.
Фільм був однією з кількох екранізацій єврейських письменників Ісака Бабеля та Шолом-Алейхема, які Володимир Вільнер зняв в 1926-27 роках, інші — «Мандрівні зорі», «Крізь сльози», «Наївний єврей».

## Сюжет
Беня Крик — одеський бандит, який влаштовує у місті справжній переполох, коли випускає за допомогою влаштованого ним підпалу в'язниці багато ув'язнених. Злочинці приєднуються до його банди. Коли відбувається жовтнева революція, то вони зображають із себе червоноармійців. Учинений ними хаос вражає. Помста, політика, розгули і грабежі барвисто передають одну зі складових того часу.

## В ролях
- Юрій Шумський — Беня Крик
- Іван Замичковський —  Глечик, помічник пристава
- Микола Надемський — Колька Паковський
- Георгій Астаф'єв — Абдулла
- Сергій Мінін — Собков, комісар
- Матвій Ляров — Мендель Крик
- Олександр Сашин — Савелій Буцис
- Євген Лепковський — банкір Рувім Тартаковський
- Теодор Брайнін — Льовка Бик, нальотчик